# Poliziotto superpiù
Poliziotto superpiù (El superpoderoso en España y Superpolicía nuclear en México y El super policía nuclear en Perú) es una película de 1980 dirigida por Sergio Corbucci y protagonizada por Terence Hill, Ernest Borgnine y Joanne Dru.

## Argumento
El policía Dave Speed recibe como asignación una misión en una antigua reserva india cerca de un campo de tiro militar. Casualmente, Dave se encuentra haciendo una investigación sobre el terreno cuando un misil nuclear le explota encima con inesperadas consecuencias. La radiación que recibe le da asombrosos superpoderes y ahora Dave es capaz de mover objetos con la fuerza de su mente.
El agente puede por ello desde entonces investigar crímenes, perseguir malhechores y saltar desde lo alto de un rascacielos sin ningún problema. Sus compañeros policías no pueden entender esas transformaciones, pero está claro que Dave se ha convertido en el agente más imbatible de toda la comisaría. Eso sí, siempre que nadie utilice en su contra la única gran debilidad que anula sus poderes y frente a la que nada puede hacer: el color rojo.

## Reparto
| Actor           | Personaje                  |
| --------------- | -------------------------- |
| Terence Hill    | Policía Dave Speed         |
| Ernest Borgnine | Sargento Willy Dunlop      |
| Joanne Dru      | Rosy LaBouche              |
| Marc Lawrence   | Tony Torpedo               |
| Julie Gordon    | Evelyn Dunlop              |
| Lee Sandman     | Jefe de Policía J. McEnroy |
| Sal Borgese     | Paradise Alley             |
| Woody Woodbury  | Mayor de la NASA           |

## Producción
Inspirado por el hecho, de que la primera película de Superman con Christopher Reeve tuviese gran éxito, se rodó esta película igual que muchas otras de superhéroes. Para ello se rodó el filme en los Everglades, Miami y Miami Beach.

## Recepción
La película Superpoderoso tuvo un gran éxito en la cadena HBO en los años ochenta, por lo que era una de las películas más habituales en su programación de fin de semana. Le entusiasmó al público, aunque no apareciese  Bud Spencer en ella.
Hoy en día la película ha sido valorada en portales cinematográficos. En el portal cinematográfico IMDb. Con aproximadamente 8300 votos registrados al respecto, la obra cinematográfica obtiene en ese portal una media ponderada de 6,3 sobre 10. En cuanto a Rotten Tomatoes, los más de 1000 votos registrados en el portal dieron al filme una valoración media de 3,4 de 5, mientras que los siete críticos profesionales registrados allí le dieron una valoración de 3,9 de 10. También cabe destacar, que en La Vanguardia el 65 % de los usuarios registrados allí le dieron una valoración positiva.